# Shine (Boney James)
Shine è il decimo album in studio del sassofonista statunitense Boney James, pubblicato il 26 settembre 2006.

## Tracce
1. Shine – 4:22
2. The Total Experience – 3:59
3. Aquas de Março (Waters of March) – 4:00
4. Let It Go – 4:00
5. In the Rain – 5:00
6. Gonna Get It – 3:55
7. Breathe – 3:59
8. Love Song – 4:50
9. Hypnotic – 4:13
10. The Way She Walks – 4:01
11. Dedication – 4:44
12. Soft – 3:36